# Metatrichoniscoides nemausiensis
Metatrichoniscoides nemausiensis är en kräftdjursart som beskrevs av Albert Vandel 1943. Metatrichoniscoides nemausiensis ingår i släktet Metatrichoniscoides och familjen Trichoniscidae. Inga underarter finns listade i Catalogue of Life.